# Oxsand
Oxsand este o arie protejată (arie specială de conservare — SAC, sit de importanță comunitară — SCI) din Suedia întinsă pe o suprafață de 30,3 ha, integral pe uscat.

## Localizare
Centrul sitului Oxsand este situat la coordonatele 62°07′41″N 17°28′40″E / 62.128°N 17.4778°E.

## Înființare
Situl Oxsand a fost declarat sit de importanță comunitară în decembrie 1998 pentru a proteja un număr necunoscut de specii din flora spontană și fauna sălbatică aflate în arealul zonei. Situl a fost protejat și ca arie specială de conservare în martie 2011.

## Biodiversitate
Situată în ecoregiunile boreală și marină baltică, aria protejată conține 3 habitate naturale: Dune fixe decalcificate cu Empetrum nigrum, Păduri naturale în etape succesive primare ale suprafețelor emergente de coastă, Dune de coastă fixe cu vegetație erbacee („dune gri”).
La baza desemnării sitului se află un număr nedeclarat de specii protejate.